# New York Bay
De New York Bay of de baai van New York is een verzamelnaam voor de wateren rond de toegang tot de Hudson vanaf de Atlantische Oceaan. De baai wordt doorgaans onderverdeeld in de Upper New York Bay en de Lower New York Bay. De beide delen van de baai worden gescheiden door The Narrows.

## Upper New York Bay
Upper New York Bay, of Upper Bay, ligt ten westen van The Narrows en is een belangrijk onderdeel van de haven van New York en New Jersey. De baai ligt tussen de boroughs Manhattan, Brooklyn, Staten Island en de steden Jersey City en Bayonne in Hudson County (New Jersey).
De baai is via de Kill Van Kull verbonden met Newark Bay en via de East River met de Long Island Sound. Door de baai stroomt het water van de Hudson en het Gowanus Canal. De stroomgeul van de Hudson staat bekend als het Anchorage Channel en is ongeveer 15 meter diep. De Upper baai kent een aantal eilanden waaronder Governors Island, Ellis Island, Liberty Island en Robbins Reef.
Van oudsher heeft de baai een belangrijke rol gespeeld in de economie van de agglomeratie New York. De natuurlijke haven van New York is uitgegroeid tot de derde grootste haven van de Verenigde Staten en de grootste haven aan de oostkust van Noord-Amerika. Bij binnenkomst in de Upper Bay konden passagiers van schepen het Vrijheidsbeeld zien.
Sinds de jaren 50 zijn de containerschepen voornamelijk via de Kill Van Kull geleid naar de Port Newark-Elizabeth Marine Terminal, van waaruit de beste doorvoermogelijkheden over land bestaan.
De Staten Island Ferry vaart over de Upper Bay van Manhattan naar Staten Island.

## Lower New York Bay
De Lower Bay ligt tussen The Narrows en de Atlantische Oceaan. Het water van de baai stroomt de oceaan in via de Hudson Canyon, een submariene canyon.
De baai is grofweg driehoekig van vorm en ligt tussen Staten Island en Long Island en aan de zuidzijde het vasteland van New Jersey. Naast het water van de Hudson wordt de baai ook gevoed door Arthur Kill en de Raritan evenals een aantal kleinere wateren.
De opening van de baai aan de oceaanzijde ligt tussen Sandy Hook in New Jersey en Rockaway in Queens op Long Island. Deze versmalde opening wordt ook wel het Ambrosekanaal genoemd.